# Otis Boykin
Otis Frank Boykin, né le 29 août 1920 à Dallas et mort le 13 mars 1982 à Chicago, est un inventeur et ingénieur afro-américain.

## Biographie
Otis Boykin naît en 1920 à Dallas au Texas. Sa mère est une femme de chambre, décédée d'une insuffisance cardiaque quand Otis a un an. Cela l'inspire à créer le stimulateur cardiaque. Son père, Walter, est menuisier puis plus tard ministre.
Boykin fréquence le Booker T. Washington High School à Dallas, où il est le major de promotion, diplômé en 1938. Il fréquente l'université Fisk grâce à une bourse, d'où il sort diplômé en 1941, et travaille comme assistant de laboratoire au laboratoire aérospatial voisin de l'université. Il déménage ensuite à Chicago, où il étudie à l'Institut de technologie de l'Illinois, mais abandonne après deux ans ; certaines sources affirment que c'est parce qu'il ne pouvait pas payer ses frais de scolarité, mais il déclare plus tard qu'il était parti pour une opportunité d'emploi et n'avait pas eu le temps de revenir pour terminer ses études. Il est découvert et encadré par Denton Deere, ingénieur et inventeur avec son propre laboratoire.
Boykin obtient un emploi d'assistant de laboratoire, testant des commandes automatiques d'aéronefs. En 1944, il travaille pour les laboratoires de recherche PJ Nilsen dans l'Illinois. Peu de temps après, il lance sa propre entreprise, Boykin-Fruth Inc. La firme Boykin-Fruth, Inc. collabore à plusieurs projets.

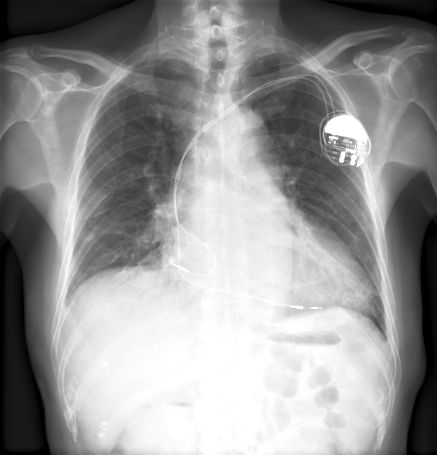
Une radiographie d'un stimulateur cardiaque, l'une des inventions d'Otis.

Boykin a breveté 28 appareils électroniques. L'une de ses premières inventions est une résistance à fil améliorée, qui réduit l'inductance et la réactance, en raison de l'arrangement physique du fil. D'autres inventions notables comprennent une résistance variable utilisée dans les missiles guidés. Son invention la plus célèbre est probablement une unité de contrôle pour le stimulateur cardiaque artificiel. L'appareil utilise essentiellement des impulsions électriques pour maintenir un rythme cardiaque régulier.
Boykin décède d'une insuffisance cardiaque à Chicago en 1982.